# Otolemur monteiri
Otolemur monteiri  (лат.) — вид приматов из семейства галаговых (Galagidae, или Galagonidae), относящийся к роду толстохвостых галаго (Otolemur).

## Описание
Otolemur monteiri похож на толстохвостого галаго, отличаясь только окраской шерсти и морфологией пениса. У западного подвида O. m. monteiri шерсть на спине серебристо-серого, а на брюхе желтовато-белого окраса, восточный подвид O. m. argentatus немного темнее, лапы чёрные, а хвост часто белёсый. У этого подвида часто встречается меланизм. Мех этих животных густой и пушистый, хвост очень пушистый и длиннее чем тело. На голове большие глаза и уши.

## Распространение
Вид распространён в Африке, его ареал охватывает территорию от Анголы до Кении и Танзании. Естественная среда обитания — это преимущественно сухие саванные леса (миомбо) и другие лесистые области.

## Образ жизни
Эти приматы — ночные обитатели деревьев, которые передвигаются преимущественно на четырёх лапах, редко совершая прыжки, в отличие от других галаго. О социальном поведении известно мало, животные отправляются на поиски корма поодиночке. Питание состоит из плодов, древесных соков и насекомых, однако, его рацион варьируется в зависимости от региона и сезона.